# Dreifaltigkeitskathedrale (Petropawlowsk-Kamtschatski)

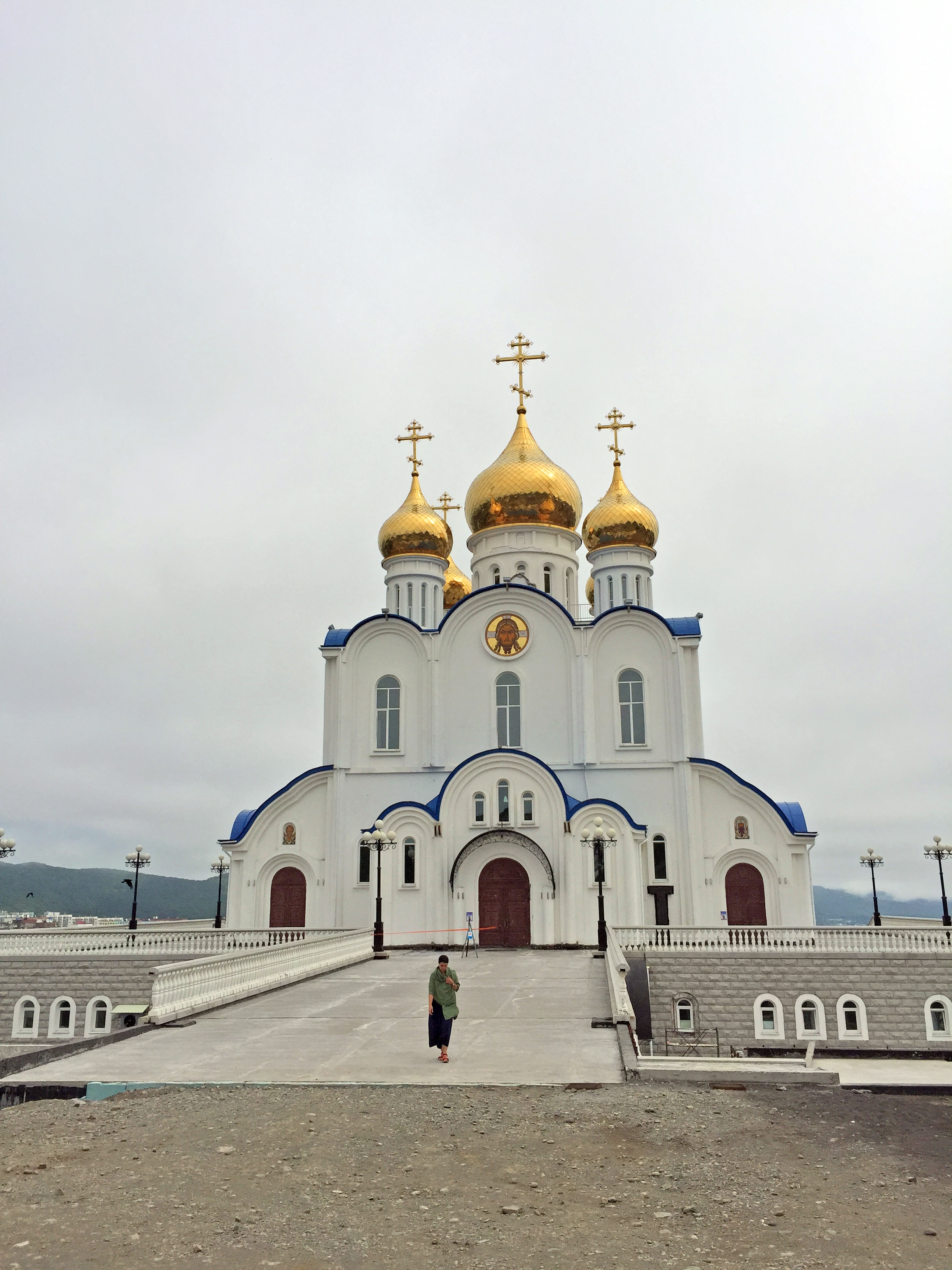

Die Dreifaltigkeitskathedrale (russ. Петропавловск-Камчатский кафедральный собор во имя Живоначальной Троицы) ist eine in Petropawlowsk-Kamtschatski gelegene russisch-orthodoxe Kathedrale und Bischofssitz der Eparchie Petropawlowsk-Kamtschatskaja.
Die Errichtung der Kathedrale, die durch den Architekten Oleg Lukomski im altrussischen Stil entworfen wurde, begann im September 2000. Im Mai 2007 wurde die Kathedrale mit Kuppeln gekrönt. Im Erdgeschoss befindet sich ein Konzertsaal. Die Innenwände der Kathedrale sind mit Szenen aus der  Geschichte der Orthodoxie in Kamtschatka sowie historischen Ereignissen bemalt, einschließlich der Verteidigung von Petropawlowsk-Kamtschatski 1854, bei der die dreifach überlegenen Kräfte der Briten und Franzosen von den Russen geschlagen wurden. Am 19. September 2010 wurde sie von Patriarch Kyrill I. geweiht.
2017 wurde nahe der Kathedrale ein 45 Meter hoher Glockenturm fertiggestellt.